# Ipomoea hartmannii
Ipomoea hartmannii är en vindeväxtart som beskrevs av Wilhelm Vatke och Rensch. Ipomoea hartmannii ingår i släktet praktvindor, och familjen vindeväxter. Inga underarter finns listade i Catalogue of Life.